# Communauté de communes du Pays de Ronsard
Die Communauté de communes du Pays de Ronsard ist ein ehemaliger Gemeindeverband (Communauté de communes) im französischen Département Loir-et-Cher in der Region Centre-Val de Loire. Er wurde am 1. Januar 2000 nach einem Erlass vom 8. Dezember 1999 gegründet und ist nach dem Pays de Ronsard benannt.

## Ehemalige Mitgliedsgemeinden
| - Artins - Couture-sur-Loir - Les Essarts - Les Hayes - Houssay - Lavardin - Montoire-sur-le-Loir | - Montrouveau - Les Roches-l’Évêque - Saint-Arnoult - Saint-Jacques-des-Guérets - Saint-Martin-des-Bois - Saint-Rimay | - Sasnières - Ternay - Tréhet - Troo - Villavard - Villedieu-le-Château |